# Crédit national
Crédit national — финансированный французским правительством банк, созданный в 1919 году по инициативе высокопоставленного государственного служащего Шарля Лорана. В конце концов в 1996 году он объединился с Banque Française du Commerce Extérieur (BFCE), образовав банк Natexis, позже вошедший в Groupe BPCE.

## Обзор

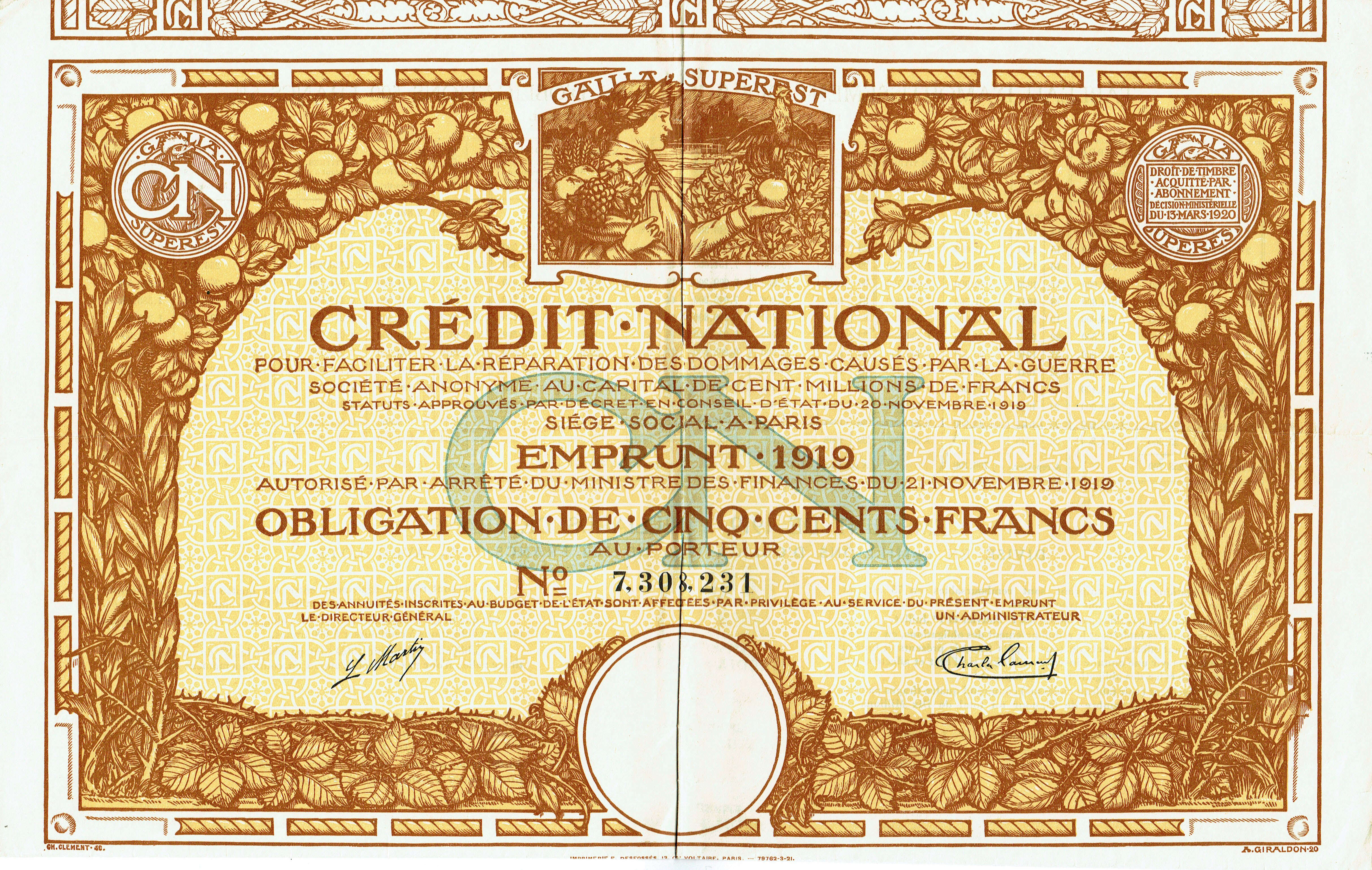
Облигация Crédit National от 20 ноября 1919 года

Crédit national был основан особым законом 10 октября 1919 года. Несмотря на то, что он принадлежал частному сектору, он был «своеобразным» гибридом банковских учреждений государственного и частного секторов, предназначенным для облегчения финансирования восстановления Франции после разрушений Первой мировой войны. Он финансировался за счет выпуска облигаций и лотерей с государственной гарантией, которая сама была подкреплена ожиданием немецких военных репараций.
К середине 1990-х годов Crédit national все ещё был зарегистрирован на бирже компанией с преимущественно распыленной собственностью, хотя страховая компания AXA имела 9,5% акций после недавней транзакции. В 1995 году Crédit national объявил, что возьмет под контроль банк BFCE, ранее принадлежавший государству, частично профинансировав сделку путем продажи 20 процентов акций страховой компании экспортных кредитов Coface государственной страховой компании AGF. После завершения транзакции в 1996 году объединенная компания, переименованная в Natexis, стала четвертым по величине коммерческим банком Франции по общим активам, сразу после так называемых «трех стариков» (Banque Nationale de Paris, Crédit Lyonnais и Société Générale), опередив Crédit Commercial de France.